# محافظة بحرة
محافظة بحرة إحدى محافظات منطقة مكة المكرمة في المملكة العربية السعودية، بلغ عدد سكانها (94,603) نسمة حسب تعداد السعودية 2022.

## المراكز والقرى التابعة
1. أم الراكة (فئة أ)
2. الشعيبة (فئة أ)
3. دفاق (فئة ب)
4. البيضاء (فئة ب)

### القرى التابعة
1. الخضراء